# 스포츠 행정 기구
스포츠 행정 기구(Sports Governing Body)는 스포츠 행정을 총괄하는 기구이다.

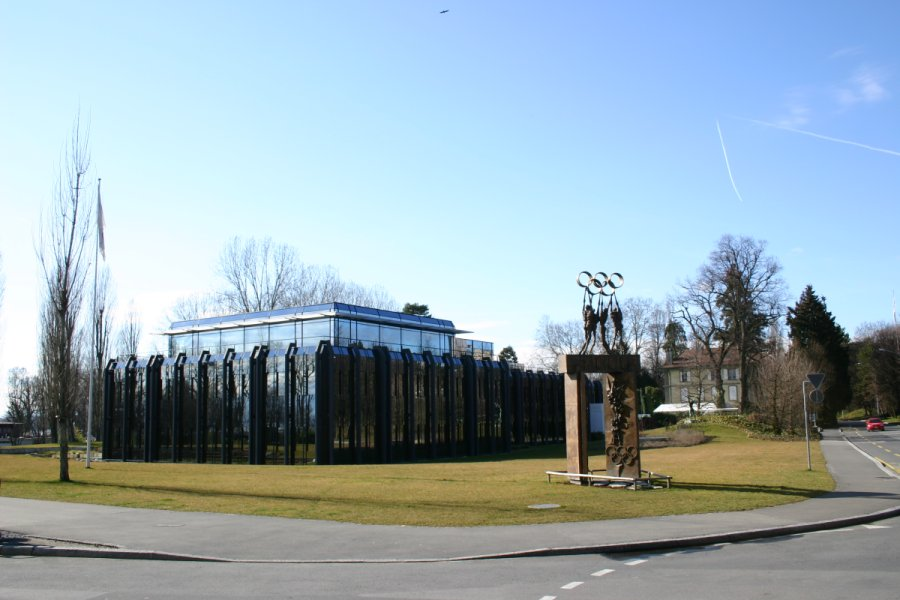
스위스 로잔의 국제 올림픽 위원회 본부

## 종류
- 축구 행정 기구

## 같이 보기
- 국제 경기 연맹 목록